# Aciagrion hamoni
Aciagrion hamoni är en trollsländeart som beskrevs av Fraser 1955. Aciagrion hamoni ingår i släktet Aciagrion och familjen dammflicksländor. IUCN kategoriserar arten globalt som livskraftig. Inga underarter finns listade i Catalogue of Life.